# Стара Вас (Постойна)
Стара Вас (словен. Stara vas) — поселення в общині Постойна, Регіон Нотрансько-крашка, Словенія. Висота над рівнем моря: 544,2 м.